# Liga Sudamericana 2017
La Liga Sudamericana 2017 è la 22ª edizione del secondo campionato tra club sudamericani organizzato dall'Asociación del Básquetbol Sudamericano (ABASU). La competizione è iniziata ad ottobre 2017 con la fase a gironi e si è conclusa il 14 dicembre 2017.
Il Guaros de Lara si è laureato campione per la prima volta nella sua storia, oltre ad essere la prima squadra non argentina né brasiliana a vincere il trofeo.

## Formula
Le 16 squadre partecipanti sono divise in quattro gironi, Le prime due squadre dei gironi A, B e C, la migliore terza di questi tre gironi e la prima del girone D, avanzano alle semifinali. In questa fase, le otto squadre vengono ancora divise in due giorni di quattro squadre ciascuno, solo la prima classificata di ogni girone passa alle Finals. Le Finals vengono giocate al meglio delle cinque gare. La vincitrice del torneo, si qualifica per l'edizione successiva della FIBA Americas League.

## Squadre
| Fase a gironi | Fase a gironi            | Fase a gironi                                                           |
| Nazione       | Squadra                  | Metodo qualificazione                                                   |
| ------------- | ------------------------ | ----------------------------------------------------------------------- |
| Argentina     | San Martín de Corrientes | 2º posto nella Conferencia Norte della Liga Nacional de Básquet 2016-17 |
| Argentina     | Quilmes de Mar del Plata | 2º posto nella Conferencia Sur della Liga Nacional de Básquet 2016-17   |
| Argentina     | Estudiantes Concordia    | Migliore squadra al 3º posto della Liga Nacional de Básquet 2016-17     |
| Bolivia       | Calero                   | Vincitrice della Liga Boliviana de Básquetbol 2017                      |
| Brasile       | Pinheiros                | 3º posto nella stagione 2016-17 di Novo Basquete Brasil                 |
| Brasile       | Vitória                  | 4º posto nella stagione 2016-17 di Novo Basquete Brasil                 |
| Brasile       | Flamengo                 | 5º posto nella stagione 2016-17 di Novo Basquete Brasil                 |
| Cile          | Osorno Básquetbol        | 2º posto nella stagione 2016-17 della Liga Nacional de Básquetbol       |
| Colombia      | Cimarrones del Chocó     | Vincitrice della Liga Colombiana de Baloncesto 2017                     |
| Ecuador       | HR Portoviejo            | Vincitrice della Liga Ecuatoriana de Baloncesto 2016                    |
| Paraguay      | Olimpia                  | Vincitrice della Primera División 2016                                  |
| Perù          | Regatas Lima             | Vincitrice della Liga Nacional de Basketball 2016                       |
| Uruguay       | Hebraica Macabi          | Vincitrice della stagione 2016-17 della Liga Uruguaya de Básquetbol     |
| Uruguay       | Aguada                   | 2º posto nella stagione 2016-17 della Liga Uruguaya de Básquetbol       |
| Uruguay       | Malvín                   | Vincitrice del Torneo Súper 4                                           |
| Venezuela     | Guaros de Lara           | 2º posto della Liga Nacional de Baloncesto 2016                         |

## Fase a gironi

### Gruppo A
Località: Quibdó, Colombia

| Pos | Squadra                  | G | V | P | PF  | PS  | DP  | Pt | Risultato                   |
| --- | ------------------------ | - | - | - | --- | --- | --- | -- | --------------------------- |
| 1   | Flamengo                 | 3 | 3 | 0 | 247 | 202 | +45 | 6  | Qualificate alle semifinali |
| 2   | Cimmarones (H)           | 3 | 2 | 1 | 229 | 228 | +1  | 5  | Qualificate alle semifinali |
| 3   | San Martín de Corrientes | 3 | 1 | 2 | 225 | 220 | +5  | 4  |                             |
| 4   | Hebraica Macabi          | 3 | 0 | 3 | 192 | 243 | −51 | 3  |                             |

| Giorno    | Squadra 1                | Risultato | Squadra 2                |
| --------- | ------------------------ | --------- | ------------------------ |
| 3 ottobre | Flamengo                 | 76 – 75   | San Martín de Corrientes |
| 3 ottobre | Cimmarones               | 78 – 72   | Hebraica Macabi          |
| 4 ottobre | Hebraica Macabi          | 57 – 91   | Flamengo                 |
| 4 ottobre | San Martín de Corrientes | 76 – 81   | Cimarrones               |
| 5 ottobre | Hebraica Macabi          | 63 – 74   | San Martín de Corrientes |
| 5 ottobre | Cimarrones               | 70 – 80   | Flamengo                 |

### Gruppo B
Località: Montevideo, Uruguay

| Pos | Squadra    | G | V | P | PF  | PS  | DP   | Pt | Risultato                                       |
| --- | ---------- | - | - | - | --- | --- | ---- | -- | ----------------------------------------------- |
| 1   | Pinheiros  | 3 | 2 | 1 | 262 | 227 | +35  | 5  | Qualificate alle semifinali                     |
| 2   | Quilmes    | 3 | 2 | 1 | 262 | 235 | +27  | 5  | Qualificate alle semifinali                     |
| 3   | Aguada (H) | 3 | 2 | 1 | 264 | 224 | +40  | 5  | Qualificata alle semifinali come migliore terza |
| 4   | Osorno     | 3 | 0 | 3 | 213 | 315 | −102 | 3  |                                                 |

Tie-break: Pinheiros (Pun: 3; Diff: +6) – Quilmes (Pun: 3; Diff: +4) – Aguada (Pun: 3; Diff: -10)
| Giorno     | Squadra 1 | Risultato | Squadra 2 |
| ---------- | --------- | --------- | --------- |
| 11 ottobre | Pinheiros | 83 – 76   | Quilmes   |
| 11 ottobre | Aguada    | 112 – 62  | Osorno    |
| 12 ottobre | Osorno    | 73 – 102  | Pinheiros |
| 12 ottobre | Quilmes   | 85 – 74   | Aguada    |
| 13 ottobre | Osorno    | 78 – 102  | Quilmes   |
| 13 ottobre | Aguada    | 78 – 77   | Pinheiros |

### Gruppo C
Località: Salvador de Bahía, Brasile

| Pos | Squadra               | G | V | P | PF  | PS  | DP  | Pt | Risultato                   |
| --- | --------------------- | - | - | - | --- | --- | --- | -- | --------------------------- |
| 1   | Guaros de Lara        | 3 | 3 | 0 | 245 | 204 | +41 | 6  | Qualificate alle semifinali |
| 2   | Estudiantes Concordia | 3 | 2 | 1 | 218 | 204 | +14 | 5  | Qualificate alle semifinali |
| 3   | Universo/Vitória (H)  | 3 | 1 | 2 | 205 | 237 | −32 | 4  |                             |
| 4   | Malvín                | 3 | 0 | 3 | 194 | 217 | −23 | 3  |                             |

| Giorno     | Squadra 1             | Risultato | Squadra 2             |
| ---------- | --------------------- | --------- | --------------------- |
| 17 ottobre | Guaros de Lara        | 75 – 73   | Estudiantes Concordia |
| 17 ottobre | Universo/Vitória      | 70 – 69   | Malvín                |
| 18 ottobre | Malvín                | 69 – 81   | Guaros de Lara        |
| 18 ottobre | Estudiantes Concordia | 79 – 73   | Malvín                |
| 19 ottobre | Malvín                | 56 – 66   | Estudiantes Concordia |
| 19 ottobre | Universo/Vitória      | 62 – 89   | Guaros de Lara        |

### Gruppo D
Località: Potosí, Bolivia

| Pos | Squadra          | G | V | P | PF  | PS  | DP  | Pt | Risultato                   |
| --- | ---------------- | - | - | - | --- | --- | --- | -- | --------------------------- |
| 1   | Olimpia          | 3 | 3 | 0 | 266 | 205 | +61 | 6  | Qualificata alle semifinali |
| 2   | Regatas Lima     | 3 | 2 | 1 | 221 | 219 | +2  | 5  |                             |
| 3   | Deportivo Calero | 3 | 1 | 2 | 245 | 251 | −6  | 4  |                             |
| 4   | HR Portoviejo    | 3 | 0 | 3 | 226 | 284 | −58 | 3  |                             |

| Giorno     | Squadra 1        | Risultato | Squadra 2        |
| ---------- | ---------------- | --------- | ---------------- |
| 24 ottobre | Olimpia          | 93 – 72   | HR Portoviejo    |
| 24 ottobre | Deportivo Calero | 68 – 74   | Regatas Lima     |
| 25 ottobre | Regatas Lima     | 60 – 82   | Olimpia          |
| 25 ottobre | HR Portoviejo    | 86 – 104  | Deportivo Calero |
| 26 ottobre | Regatas Lima     | 87 – 69   | HR Portoviejo    |
| 26 ottobre | Deportivo Calero | 73 – 91   | Olimpia          |

### Migliore terza
| Pos | Squadra                  | G | V | P | PF  | PS  | DP  | Pt | Qualificazione              |
| --- | ------------------------ | - | - | - | --- | --- | --- | -- | --------------------------- |
| 1   | Aguada                   | 3 | 2 | 1 | 264 | 224 | +40 | 5  | Qualificata alle semifinali |
| 2   | San Martín de Corrientes | 3 | 1 | 2 | 225 | 220 | +5  | 4  |                             |
| 3   | Universo/Vitória         | 3 | 1 | 2 | 205 | 237 | −32 | 4  |                             |

## Semifinali
| Semifinaliste    | Semifinaliste   | Semifinaliste                | Semifinaliste |
| ---------------- | --------------- | ---------------------------- | ------------- |
| Flamengo (1ºA)   | Pinheiros (1°B) | Guaros de Lara (1 °C)        | Olimpia (1ºD) |
| Cimmarones (2ºA) | Quilmes (2°B)   | Estudiantes Concordia (2 °C) | Aguada (3ºB)  |

### Gruppo E
Località: San Paolo, Brasile

| Pos | Squadra               | G | V | P | PF  | PS  | DP  | Pt | Risultato               |
| --- | --------------------- | - | - | - | --- | --- | --- | -- | ----------------------- |
| 1   | Estudiantes Concordia | 3 | 2 | 1 | 218 | 223 | −5  | 5  | Qualificata alla finale |
| 2   | Pinheiros             | 3 | 2 | 1 | 254 | 215 | +39 | 5  |                         |
| 3   | Olimpia               | 3 | 1 | 2 | 214 | 254 | −40 | 4  |                         |
| 4   | Flamengo (H)          | 3 | 1 | 2 | 239 | 233 | +6  | 4  |                         |

Tie-break: Estudiantes Concordia (Pun: 5; Diff: +3) – Pinheiros (Pun: 3; Diff: -3)
| Giorno     | Squadra 1             | Risultato | Squadra 2             |
| ---------- | --------------------- | --------- | --------------------- |
| 7 novembre | Estudiantes Concordia | 71 – 68   | Pinheiros             |
| 7 novembre | Flamengo              | 76 – 78   | Olimpia               |
| 8 novembre | Pinheiros             | 80 – 74   | Flamengo              |
| 8 novembre | Olimpia               | 66 – 72   | Estudiantes Concordia |
| 9 novembre | Pinheiros             | 106 – 70  | Olimpia               |
| 9 novembre | Flamengo              | 89 – 75   | Estudiantes Concordia |

### Gruppo F
Località: Barquisimeto, Venezuela

| Pos | Squadra            | G | V | P | PF  | PS  | DP  | Pt | Risultato               |
| --- | ------------------ | - | - | - | --- | --- | --- | -- | ----------------------- |
| 1   | Guaros de Lara (H) | 3 | 3 | 0 | 251 | 233 | +18 | 6  | Qualificata alla finale |
| 2   | Quilmes            | 3 | 1 | 2 | 249 | 238 | +11 | 4  |                         |
| 3   | Cimarrones         | 3 | 1 | 2 | 277 | 275 | +2  | 4  |                         |
| 4   | Aguada             | 3 | 1 | 2 | 228 | 259 | −31 | 4  |                         |

| Giorno      | Squadra 1      | Risultato | Squadra 2      |
| ----------- | -------------- | --------- | -------------- |
| 14 novembre | Quilmes        | 76 – 57   | Aguada         |
| 14 novembre | Guaros de Lara | 83 – 81   | Cimarrones     |
| 15 novembre | Cimarrones     | 93 – 88   | Quilmes        |
| 15 novembre | Aguada         | 67 – 80   | Guaros de Lara |
| 16 novembre | Aguada         | 104 – 103 | Cimarrones     |
| 16 novembre | Guaros de Lara | 88 – 85   | Quilmes        |

## Finale
| Squadra 1      | Totale | Squadra 2             | Gara 1  | Gara 2  | Gara 3  | Gara 4  | Gara 5 |
| -------------- | ------ | --------------------- | ------- | ------- | ------- | ------- | ------ |
| Guaros de Lara | 3 – 1  | Estudiantes Concordia | 77 – 74 | 88 – 83 | 68 – 74 | 82 – 79 | –      |

### Gara-1
| Arbitri: | Marcos Benito Fabiano Huber Felipe Ibarra |

|                                  |            |                                            |
| García 14 Cabezas 12 Guillént 11 | Punti      | 14 Bolívar, Doblas 10 Zurbriggen 8 Orresta |
| Guillént 5                       | Assist     | 7 Smith                                    |
| Vargas 7                         | Rimbalzi   | 7 Mendoza                                  |
| Fernando Duró                    | Allenatori | Lucas Victoriano                           |

### Gara-2
| Arbitri: | Marcos Benito Fabiano Huber Felipe Ibarra |

|                                 |            |                               |
| García 23 Vargas 19 Guillént 13 | Punti      | 25 Smith 23 Mendoza 16 Doblas |
| Cabezas 5                       | Assist     | 5 Vildoza                     |
| Colmenares 8                    | Rimbalzi   | 7 Smith                       |
| Fernando Duró                   | Allenatori | Lucas Victoriano              |

### Gara-3
| Arbitri: | Alejandro Sánchez Andrés Bartel Andreia Silva |

|                                  |            |                                                   |
| Mendoza 18 Bolívar 15 Orresta 12 | Punti      | 13 Bethelmy 9 Echenique 8 Guillént, Touré, Vargas |
| Bolívar 3                        | Assist     | 4 García                                          |
| Mendoza 8                        | Rimbalzi   | 8 Colmenares                                      |
| Lucas Victoriano                 | Allenatori | Fernando Duró                                     |

### Gara-4
| Arbitri: | Alejandro Sánchez Andrés Bartel Andreia Silva |

|                               |            |                                      |
| Doblas 22 Bolívar 15 Smith 12 | Punti      | 18 Guillént 15 Bethelmy 13 Echenique |
| Vildoza 5                     | Assist     | 5 Vargas                             |
| Vildoza 7                     | Rimbalzi   | 12 Colmenares                        |
| Lucas Victoriano              | Allenatori | Fernando Duró                        |

| Quintetto titolare | Quintetto titolare | Quintetto titolare   | Pt   | Rim  | Ass  |
| ------------------ | ------------------ | -------------------- | ---- | ---- | ---- |
| G                  | 1                  | Leandro Vildoza      | 3    | 7    | 5    |
| G                  | 2                  | Rigoberto Mendoza    | 9    | 6    | 1    |
| AP                 | 10                 | Alejandro Zurbriggen | 5    | 1    | 2    |
| AG                 | 22                 | Anthony Smith        | 12   | 5    | 2    |
| C                  | 13                 | David Doblas         | 22   | 4    | 1    |
| Panchina:          |                    |                      |      |      |      |
| G                  | 4                  | Emilio Domínguez     | 5    | 1    | 0    |
| AG                 | 5                  | Hugo Iván Catani     | n.e. | n.e. | n.e. |
| P                  | 8                  | Sebastián Orresta    | 8    | 0    | 3    |
| G                  | 9                  | Mateo Bolívar        | 15   | 3    | 4    |
| C                  | 26                 | Sebastián Uranga     | 0    | 3    | 0    |
| Allenatore:        |                    |                      |      |      |      |
| Lucas Victoriano   |                    |                      |      |      |      |

| Est. Concordia |  | Guaros de Lara |

| Est. Concordia | Statistiche        | Guaros de Lara |
| -------------- | ------------------ | -------------- |
|                | Statistiche        |                |
| 17/34 (50.0%)  | Tiro da 2          | 20/31 (64.5%)  |
| 11/33 (33.3%)  | Tiro da 3          | 12/24 (50.0%)  |
| 23/26 (88.5%)  | Tiri liberi        | 18/23 (78.3%)  |
| 13             | Rimbalzi offensivi | 9              |
| 15             | Rimbalzi difensivi | 24             |
| 28             | Rimbalzi totali    | 33             |
| 13             | Assist             | 19             |
| 7              | Palle perse        | 14             |
| 9              | Palle rubate       | 4              |
| 2              | Stoppate           | 3              |
| 23             | Falli              | 23             |

| Quintetto titolare | Quintetto titolare | Quintetto titolare | Pt   | Rim  | Ass  |
| ------------------ | ------------------ | ------------------ | ---- | ---- | ---- |
| P                  | 19                 | Heissler Guillént  | 9    | 3    | 1    |
| GA                 | 10                 | José Vargas        | 16   | 5    | 6    |
| AG                 | 11                 | Luis Bethelmy      | 12   | 6    | 1    |
| AG                 | 43                 | Néstor Colmenares  | 17   | 6    | 1    |
| C                  | 0                  | Gregory Echenique  | 11   | 6    | 7    |
| Panchina:          |                    |                    |      |      |      |
| AG                 | 5                  | José Martinez      | n.e. | n.e. | n.e. |
| AP                 | 6                  | José Ascanio       | n.e. | n.e. | n.e. |
| G                  | 7                  | Diego García       | 2    | 0    | 0    |
| P                  | 16                 | Carlos Cabezas     | 5    | 1    | 4    |
| G                  | 20                 | Yohanner Sifontes  | 0    | 0    | 0    |
| P                  | 23                 | Pedro Chourio      | 5    | 0    | 0    |
| A                  | 55                 | Hervé Touré        | 9    | 6    | 1    |
| Allenatore:        |                    |                    |      |      |      |
| Fernando Duró      |                    |                    |      |      |      |